# Kvassknatten
Der Kvassknatten (norwegisch für Spitzer Felsvorsprung) ist ein Nunatak im ostantarktischen Königin-Maud-Land. Er gehört zur Gruppe Knattebrauta in der Sverdrupfjella. 
Erste Luftaufnahmen entstanden bei der Deutschen Antarktischen Expedition 1938/39 unter der Leitung des Polarforschers Alfred Ritscher. Norwegische Kartographen, die ihm auch seinen Namen gaben, kartierten ihn anhand von Vermessungen und Luftaufnahmen der Norwegisch-Britisch-Schwedischen Antarktisexpedition (1949–1952) sowie Luftaufnahmen der Dritten Norwegischen Antarktisexpedition (1956–1960) aus den Jahren von 1958 bis 1959.